# Heikki Hirvonen
Heikki Hirvonen (* 8. Februar 1895 in Rääkkylä; † 19. August 1973 in Riihimäki) war ein finnischer Skisportler.
Hirvonen war bei den Olympischen Winterspielen 1924 als Soldat Teilnehmer der finnischen Mannschaft beim Militärpatrouillenlauf und gewann zusammen mit August Eskelinen, Wäinö Bremer und Martti Lappalainen die Silbermedaille. Der Militärpatrouillenlauf wurde 1926 nachträglich zum Demonstrationsbewerb deklariert.